# Hugo Gaston
Pour les articles homonymes, voir Gaston.
Hugo Gaston, né le 26 septembre 2000 à Toulouse, est un joueur de tennis français, professionnel depuis 2018.

## Carrière

### Débuts
Hugo commence le tennis au club de Fonsorbes avant de partir s'entrainer à celui de Blagnac en 2009.

### 2018-2019: médaille olympique chez les jeunes et débuts professionnels

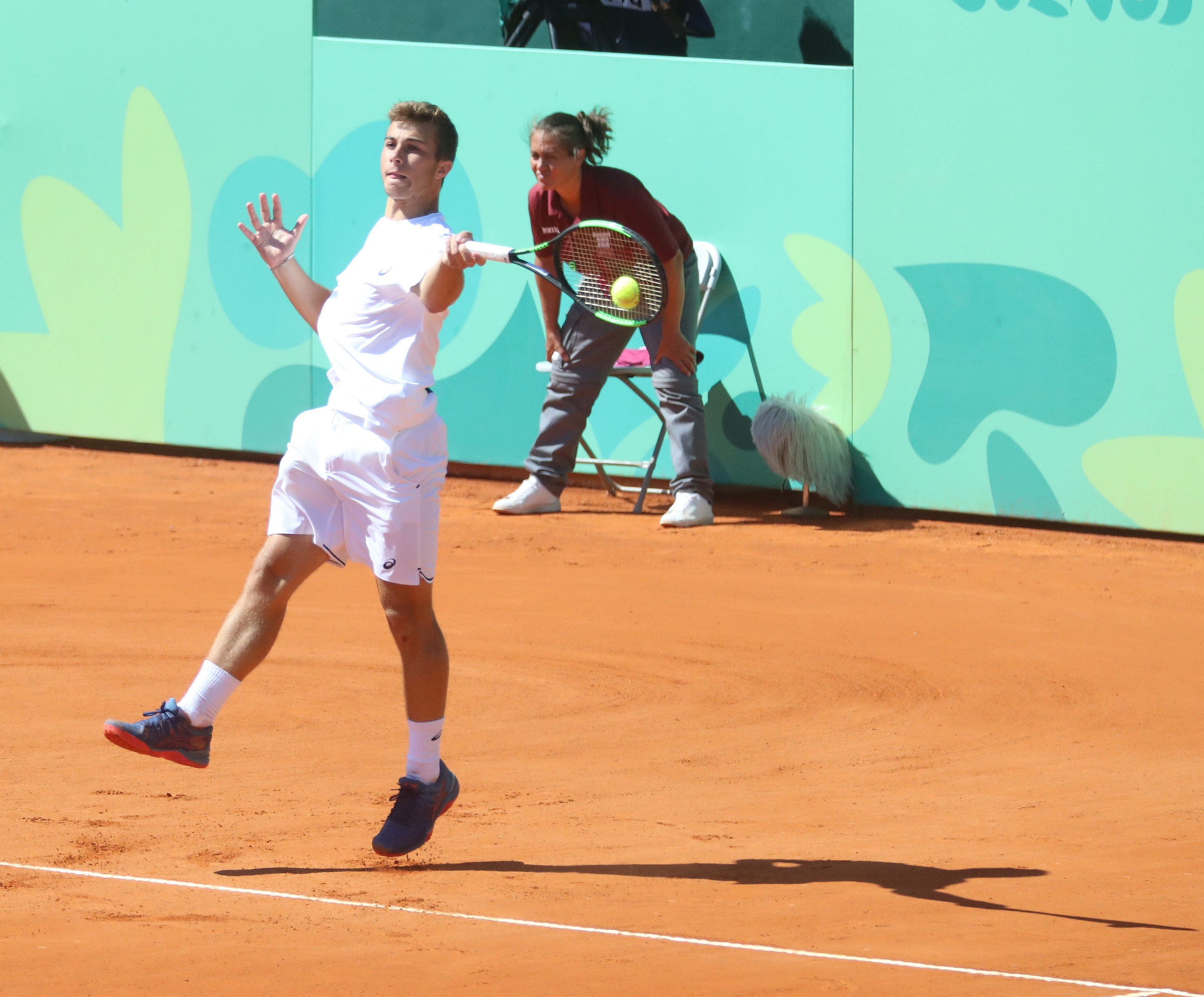
Hugo Gaston aux Jeux olympiques de la jeunesse de 2018.

En 2017, Hugo Gaston remporte le tournoi junior Orange Bowl en simple. L'année suivante, toujours chez les juniors, il remporte le double garçons de l'Open d'Australie 2018 avec Clément Tabur et s'impose également en simple sur les tournois de Traralgon et de Repentigny. Aux Jeux olympiques de la jeunesse de Buenos Aires en octobre, où il est porte-drapeau de la délégation française, il remporte le titre en simple ainsi que deux médailles de bronze, en double garçons avec Clément Tabur et en double mixte avec Clara Burel. Ce résultat lui permet de devenir no 2 mondial junior en octobre 2018. Il se qualifie aussi pour le Masters Junior, où il atteint les demi-finales.
Il fait ses premiers pas dans un tournoi ATP en février 2018 à l'occasion du tournoi de Marseille (ATP 250), où, détenteur d'une invitation, il perd au premier tour contre l'Italien Stefano Travaglia. Il participe également aux qualifications des Internationaux de France où il cède en trois sets lors de son premier match contre Jürgen Zopp. Pour sa première saison complète chez les professionnels en 2019, il se distingue sur terre battue en disputant quatre finales sur le circuit Futures et en en remportant une à Santa Margherita di Pula. De nouveau invité aux qualifications du tournoi de Roland-Garros, il bat l'Argentin Marco Trungelliti avant de s'incliner contre le Russe Alexey Vatutin. À partir du mois de septembre, il se met en avant lors d'une tournée aux États-Unis en remportant deux tournois à Houston et Norman. De retour en France, il s'impose lors du Futures de Rodez face à Benjamin Bonzi. Fin octobre, il prend part aux qualifications du Masters de Paris-Bercy et remporte son premier match contre Juan Ignacio Londero (7-62, 6-4).

### 2020: révélation à Roland-Garros
En janvier 2020, il participe pour la première fois au tableau principal d'un tournoi du Grand Chelem en obtenant une invitation pour l'Open d'Australie, où il s'incline au premier tour en quatre sets face à l'Espagnol Jaume Munar. Sur le circuit Challenger, il atteint les demi-finales à Bergame.
À l'automne, lors du tournoi de Roland-Garros (reporté en raison de la pandémie de Covid-19), il bénéficie d'une nouvelle invitation pour le tableau principal. Tombeur au premier tour de son compatriote Maxime Janvier, il élimine ensuite le Japonais Yoshihito Nishioka, alors 52e mondial. Cette performance lui permet d'être le seul Français du tournoi à atteindre le troisième tour, où il affronte le Suisse Stanislas Wawrinka, alors 17e mondial, qu'il bat en 5 sets (2-6, 6-3, 6-3, 4-6, 6-0), dans une rencontre où il montre toute sa panoplie technique et sa grande créativité. Il s'incline finalement en huitièmes de finale contre le numéro 3 mondial Dominic Thiem en 5 sets (6-4, 6-4, 5-7, 3-6, 6-3), réalisant cependant un exploit en étant le premier joueur à prolonger en 5 sets un match que Dominic Thiem menait 2 sets à 0 à Roland-Garros[réf. nécessaire]. Faisant preuve d'un mental solide, il impressionne par son utilisation des amorties, en tentant 55 dont 40 aboutissent à un point, déstabilisant la « machine Thiem » lors des 3e et 4e sets. Cet exploit lui permet de recevoir une invitation pour le Rolex Paris Masters, où il s'incline d'entrée face à Pablo Carreno Busta pour son dernier match de la saison.

### 2021: première finale sur le circuit principal et quarts de finale à Paris-Bercy
Son échéance suivante se déroule aux États-Unis où, invité au Masters 1000 de Miami, il réalise une grosse performance en dominant 6-1, 6-4 le 54e mondial Dominik Köpfer pour son entrée en lice. Il rencontre ensuite à nouveau Jannik Sinner, qui le bat une nouvelle fois largement (6-2, 6-2).
Bénéficiant d'une nouvelle wild card pour l'édition 2021 de Roland-Garros, Gaston perd d'entrée contre son compatriote Richard Gasquet dans un match à sens unique (1-6, 4-6, 2-6). Pour sa première participation à Wimbledon, le Français sort dès le premier tour des qualifications contre Shintaro Mochizuki. Après deux finales perdues sur le circuit Challenger en avril et en juillet 2021, il atteint sa première finale sur le circuit ATP, au tournoi de Gstaad, toujours sur terre battue, qu'il perd face à Casper Ruud. Au mois d'août 2021, Gaston participe aux qualifications de l'US Open mais s'incline au deuxième tour contre Ruben Bemelmans, balayé en moins d'une heure (1-6, 1-6). Il perd ensuite 2 nouvelles finales sur le circuit Challenger, à Tulln et à Barcelone.
Au Masters de Paris-Bercy, il crée à nouveau la sensation sur le sol français. Engagé pour les qualifications, il bat Kevin Anderson, ancien finaliste en Grand Chelem, et Lorenzo Musetti, sensation du dernier Roland-Garros. Qualifié pour le tournoi, Gaston, désormais 103e mondial (il était 239e lors de Roland-Garros 2020), renverse de nouveau la hiérarchie contre son compatriote Arthur Rinderknech au 1er tour (4-6, 6-4, 6-3). Au second tour, il s'impose face à l'Espagnol Pablo Carreño Busta, tête de série no 12 du tournoi, et renverse le score pour la 4e fois de suite, alors qu'il est mené un set à zéro. En huitièmes de finale, il rencontre Carlos Alcaraz, qu'il bat 6-4, 7-5, en créant une nouvelle sensation puisqu'il était mené 4-2 dans le premier set puis 5-0 dans le deuxième. En quart de finale, il s'incline contre le Russe Daniil Medvedev, numéro 2 mondial, après une bataille de 2 heures.
Grâce à ce parcours, Hugo Gaston gagne 36 places à l'ATP en une semaine et intègre le top 100 pour la première fois, atteignant la 67e place mondiale.

### 2022: 3e tour à Roland-Garros, premier titre en Challenger
À Roland-Garros, il remporte son premier match contre le 20e mondial Alex de Minaur au terme d'un long match de 3 h 59 min et après un super tie break (4-6, 6-2, 6-3, 0-6, 7-6). Au 2e tour, il s'impose en trois sets face à Pedro Cachín (6-4, 6-2, 6-4). Au 3e tour, il s'incline face à Holger Rune (6-3, 6-3, 6-3).

### 2023: Nouveaux titres en Challenger, 1/4 de finale à Anvers
Classé en dehors du top 100 mondial, Hugo Gaston participe aux tournois sur le circuit Challenger. Il y atteint en mars la finale du tournoi de Viña del Mar au Chili, qu'il perd contre le Brésilien Thiago Seyboth Wild. Invité fin avril au Masters de Madrid, il bat au premier tour Jérémy Chardy puis est éliminé par Borna Ćorić. Au cours de ce deuxième match, il est accusé d'anti-jeu, puis condamné, pour avoir laissé tomber volontairement une balle de sa poche pendant un point ne tournant pas à son avantage, selon l'ATP afin de faire rejouer ce dernier. Étant récidiviste, il écope d'une lourde amende. À Roland Garros, il est éliminé dès le premier tour face au Slovaque Alex Molčan.

### 2024: deuxième finale sur le circuit principal à Kitzbühel
Il dispute fin juillet une deuxième finale en carrière sur le circuit ATP en Autriche. Le Français alterne entre matchs difficiles (victoires sur Daniel Altmaier (6-4, 65-7, 6-4) et la tête de série numéro une Sebastián Báez (7-5, 5-7, 7-66)) et rencontres plus faciles (contre l'Espagnol Roberto Carballés Baena (6-2, 7-65) et profitant de l'abandon d'un autre Argentin, Facundo Díaz Acosta (6-1, 2-0 ab.)). Il tombe en finale contre l'Italien Matteo Berrettini qui remporte ainsi son troisième titre sur terre de la saison (5-7, 3-6).

## Palmarès

### Finales en simple messieurs
| No | Date       | Nom et lieu du tournoi    | Catégorie | Dotation  | Surface      | Vainqueur         | Score    |          |
| -- | ---------- | ------------------------- | --------- | --------- | ------------ | ----------------- | -------- | -------- |
| 1  | 19-07-2021 | Swiss Open Gstaad, Gstaad | ATP 250   | 419 470 € | Terre (ext.) | Casper Ruud       | 6-3, 6-2 | Parcours |
| 2  | 22-07-2024 | Generali Open, Kitzbühel  | ATP 250   | 579 320 € | Terre (ext.) | Matteo Berrettini | 7-5, 6-3 | Parcours |

## Palmarès sur le circuitChallenger

### Titre en simple
| # | Date       | Nom et lieu du tournoi               | Surface             | Adversaire              | Score         |
| - | ---------- | ------------------------------------ | ------------------- | ----------------------- | ------------- |
| 1 | 07-11-2022 | Open de Roanne, Roanne               | Dur (int.)          | Henri Laaksonen         | 6-7, 7-5, 6-1 |
| 2 | 16-07-2023 | Concord Iasi Open, Iași              | Terre battue (ext.) | Bernabé Zapata Miralles | 3-6, 6-0, 6-4 |
| 3 | 23-07-2023 | Citta di Trieste Challenger, Trieste | Terre battue (ext.) | Francesco Passaro       | 6-3, 5-7, 6-2 |
| 4 | 10-06-2024 | Open Sopra Steria, Lyon              | Terre battue (ext.) | Alexandre Müller        | 6-2, 1-6, 6-1 |

### Finales en simple
| # | Date       | Nom et lieu du tournoi               | Surface             | Adversaire          | Score         |
| - | ---------- | ------------------------------------ | ------------------- | ------------------- | ------------- |
| 1 | 19-04-2021 | Roma Garden Open, Rome               | Terre battue (ext.) | Andrea Pellegrino   | 6-3, 2-6, 1-6 |
| 2 | 12-07-2021 | Concord Iasi Open, Iași              | Terre battue (ext.) | Zdeněk Kolář        | 5-7, 6-4, 4-6 |
| 3 | 11-09-2021 | NO Open Powered by EVN, Tulln        | Terre battue (ext.) | Mats Moraing        | 2-6, 1-6      |
| 4 | 10-10-2021 | Barcelona Open, Barcelone            | Terre battue (ext.) | Dimitar Kuzmanov    | 3-6, 0-6      |
| 5 | 13-03-2023 | Vina Challenger Tennis, Vina del Mar | Terre battue (ext.) | Thiago Seyboth Wild | 5-7, 1-6      |

## Palmarès sur le circuit masculin ITF (Futures)

### Titres en simple
| # | Date       | Nom et lieu du tournoi                        | Surface             | Adversaire     | Score         |
| - | ---------- | --------------------------------------------- | ------------------- | -------------- | ------------- |
| 1 | 28-04-2019 | Santa Margherita di Pula, Italie - ITF 25 000 | Terre Battue (ext.) | David Pichler  | 6-4, 2-6, 6-3 |
| 2 | 22-09-2019 | Houston, TX, États-Unis - ITF 25000           | Dur (ext.)          | Liam Caruana   | 6-1, 6-3      |
| 3 | 06-10-2019 | Norman, OK, États-Unis - ITF 25000            | Dur (ext.)          | Michael Geerts | 6-4, 7-5      |
| 4 | 20-10-2019 | Rodez, France - ITF 25000+                    | Dur                 | Benjamin Bonzi | 7-6, 6-3      |

### Finales en simple
| # | Date       | Nom et lieu du tournoi                        | Surface             | Adversaire          | Score    |
| - | ---------- | --------------------------------------------- | ------------------- | ------------------- | -------- |
| 1 | 21-04-2019 | Santa Margherita di Pula, Italie - ITF 25 000 | Terre battue (ext.) | Christian Lindell   | 2-6, 0-6 |
| 2 | 23-06-2019 | Toulouse, France - ITF 25 000 +               | Terre battue (ext.) | Benjamin Bonzi      | 4-6, 4-6 |
| 3 | 30-06-2019 | Montauban, France - ITF 25 000                | Terre battue (ext.) | Thiago Seyboth Wild | 4-6, 2-6 |

## Parcours dans les tournois duGrand Chelem

### En simple
| Année | Open d'Australie | Open d'Australie      | Internationaux de France | Internationaux de France | Wimbledon       | Wimbledon          | US Open         | US Open             |
| ----- | ---------------- | --------------------- | ------------------------ | ------------------------ | --------------- | ------------------ | --------------- | ------------------- |
| 2020  | 1er tour (1/64)  | Jaume Munar           | 1/8 de finale            | Dominic Thiem            | Annulé          | Annulé             | —               | —                   |
| 2021  | —                | —                     | 1er tour (1/64)          | Richard Gasquet          | Q1              | Shintaro Mochizuki | Q2              | Ruben Bemelmans     |
| 2022  | 1er tour (1/64)  | Christopher O'Connell | 3e tour (1/16)           | Holger Rune              | 2e tour (1/32)  | Lorenzo Sonego     | 1er tour (1/64) | Alexander Bublik    |
| 2023  | Q2               | Alexandre Müller      | 1er tour (1/64)          | Alex Molčan              | Q2              | Billy Harris       | 2e tour (1/32)  | Laslo Djere         |
| 2024  | 2e tour (1/32)   | Taylor Fritz          | 1er tour (1/64)          | Ben Shelton              | 1er tour (1/64) | Alexandre Müller   | 1er tour (1/64) | Facundo Díaz Acosta |
| 2025  | 2e tour (1/32)   | Jiří Lehečka          | 2e tour (1/32)           | Forfait                  | 1er tour (1/64) | Jakub Menšík       |                 |                     |

N.B. : à droite du résultat se trouve le nom de l'ultime adversaire.

### En double messieurs
| Année | Open d'Australie                                                                    | Open d'Australie                                                              | Internationaux de France                                                               | Internationaux de France                                                               | Wimbledon | Wimbledon | US Open                                                                      | US Open |
| ----- | ----------------------------------------------------------------------------------- | ----------------------------------------------------------------------------- | -------------------------------------------------------------------------------------- | -------------------------------------------------------------------------------------- | --------- | --------- | ---------------------------------------------------------------------------- | ------- |
| 2018  | —                                                                                   | —                                                                             | 1er tour (1/32) C. Tabur \|\| style="text-align:left;" \| J. Peralta H. Zeballos       | —                                                                                      | —         | —         | —                                                                            |         |
| 2019  | —                                                                                   | —                                                                             | 1er tour (1/32) C. Tabur \|\| style="text-align:left;" \| G. Pella D. Schwartzman      | —                                                                                      | —         | —         | —                                                                            |         |
| 2020  | —                                                                                   | —                                                                             | 1er tour (1/32) U. Humbert \|\| style="text-align:left;" \| P. Cuevas F. López         | Annulé                                                                                 | Annulé    | —         | —                                                                            |         |
| 2021  | —                                                                                   | —                                                                             | 2e tour (1/16) A. Cazaux \|\| style="text-align:left;" \| P. Andújar P. Martínez       | —                                                                                      | —         | —         | —                                                                            |         |
| 2022  | 2e tour (1/16) R. Carballés \|\| style="text-align:left;" \| Tim Pütz Michael Venus | 1er tour (1/32) G. Simon \|\| style="text-align:left;" \| R. Haase R. Klaasen | 1er tour (1/32) L. Musetti \|\| style="text-align:left;" \| L. Glasspool H. Heliövaara | 1er tour (1/32) L. Musetti \|\| style="text-align:left;" \| T. Kokkinakis Nick Kyrgios |           |           |                                                                              |         |
|       |                                                                                     |                                                                               |                                                                                        |                                                                                        |           |           |                                                                              |         |
| 2024  | —                                                                                   | —                                                                             | —                                                                                      | —                                                                                      | —         | —         | 1er tour (1/32) G. Jacq \|\| style="text-align:left;" \| N. Skupski M. Venus |         |

N.B. : le nom du partenaire se trouve sous le résultat ; les noms des ultimes adversaires se trouvent à droite.

## Parcours dans les Masters 1000
| Année | Indian Wells        | Miami                 | Monte-Carlo | Madrid            | Rome              | Canada             | Cincinnati            | Shanghai          | Paris                     |
| ----- | ------------------- | --------------------- | ----------- | ----------------- | ----------------- | ------------------ | --------------------- | ----------------- | ------------------------- |
| 2020  | n.o.                | n.o.                  | n.o.        | n.o.              | —                 | n.o.               | —                     | n.o.              | 1er tour P. Carreño       |
| 2021  | —                   | 2e tour J. Sinner     | —           | —                 | —                 | —                  | —                     | n.o.              | 1/4 de finale D. Medvedev |
| 2022  | 1er tour J. J. Wolf | 3e tour C. Norrie     | —           | —                 | —                 | 1er tour J. Draper | —                     | n.o.              | —                         |
| 2023  | —                   | —                     | —           | 2e tour B. Ćorić  | —                 | —                  | —                     | —                 | —                         |
| 2024  | —                   | —                     | —           | —                 | —                 | —                  | —                     | 1er tour J. Munar | —                         |
| 2025  | 2e tour H. Hurkacz  | 2e tour M. Berrettini | —           | 1er tour S. Ofner | 1er tour N. Jarry | 2e tour A. Rublev  | 1er tour R. Carballés |                   |                           |

N.B. : sous le résultat se trouve le nom de l’ultime adversaire.

## Victoires sur le top 10
Toutes ses victoires sur des joueurs classés dans le top 10 de l'ATP lors de la rencontre.
| Légende                        |
| Grand Chelem                   |
| Masters 1000                   |
| ATP 500                        |
| ATP 250                        |
| Coupe Davis ATP Cup United Cup |

| # | H.G.  | Tournoi | Année | Surface    | Adversaire     | Rang | Tour | Score         |
| - | ----- | ------- | ----- | ---------- | -------------- | ---- | ---- | ------------- |
| 1 | no 77 | Anvers  | 2024  | Dur (int.) | Alex de Minaur | no 9 | 1/4  | 6-3, 3-6, 7-5 |

## Classements ATP en fin de saison
| Année          | 2016 | 2017 | 2018 | 2019 | 2020 | 2021 | 2022 | 2023 | 2024 |
| Rang en simple | 1492 | 1335 | 1237 | 253  | 162  | 66   | 111  | 104  | 76   |
| Rang en double | –    | –    | 998  | 826  | 336  | 347  | 304  | 826  | 1271 |

Source : (en) Classements de Hugo Gaston sur le site officiel de la Fédération internationale de tennis